# 't Prinske
 't Prinske is een Vlaamse stripserie bedacht en getekend door Willy Vandersteen. Het is Vandersteens tweede gag-serie.
De strip verscheen in het Kuifje-weekblad vanaf december 1953 tot en met oktober 1959. In totaal verschenen er veertien voorplaten, tien verhalen en veel gags. Deze zijn allemaal als stripboek uitgebracht.
De strip draait om de belevenissen van een jonge prins en diens butler.

## Albums
Er verschenen twee albums bij uitgeverij De Dageraad in de collectie Magnum.
1. 't Prinske (1978)
2. 't Prinske 2de reeks (1980)

Later verschenen er nog vier albums bij Standaard Uitgeverij.
1. Deel 1 (1994)
2. Deel 2 (1995)
3. Deel 3 (1996)
4. Deel 4 (1997)